# Ovipositor

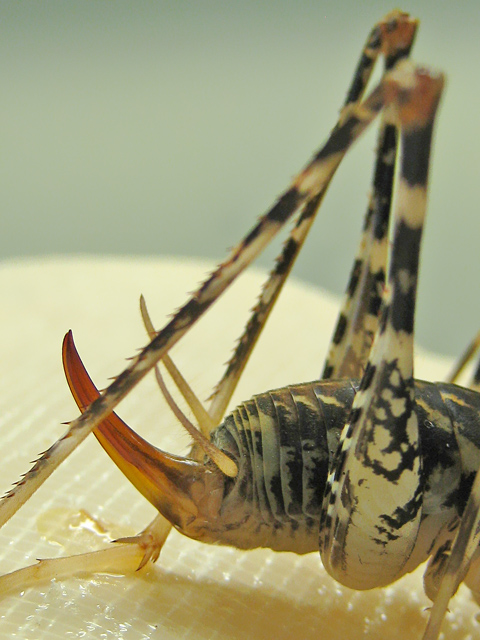
Ovipositor van een grottensprinkhaan.

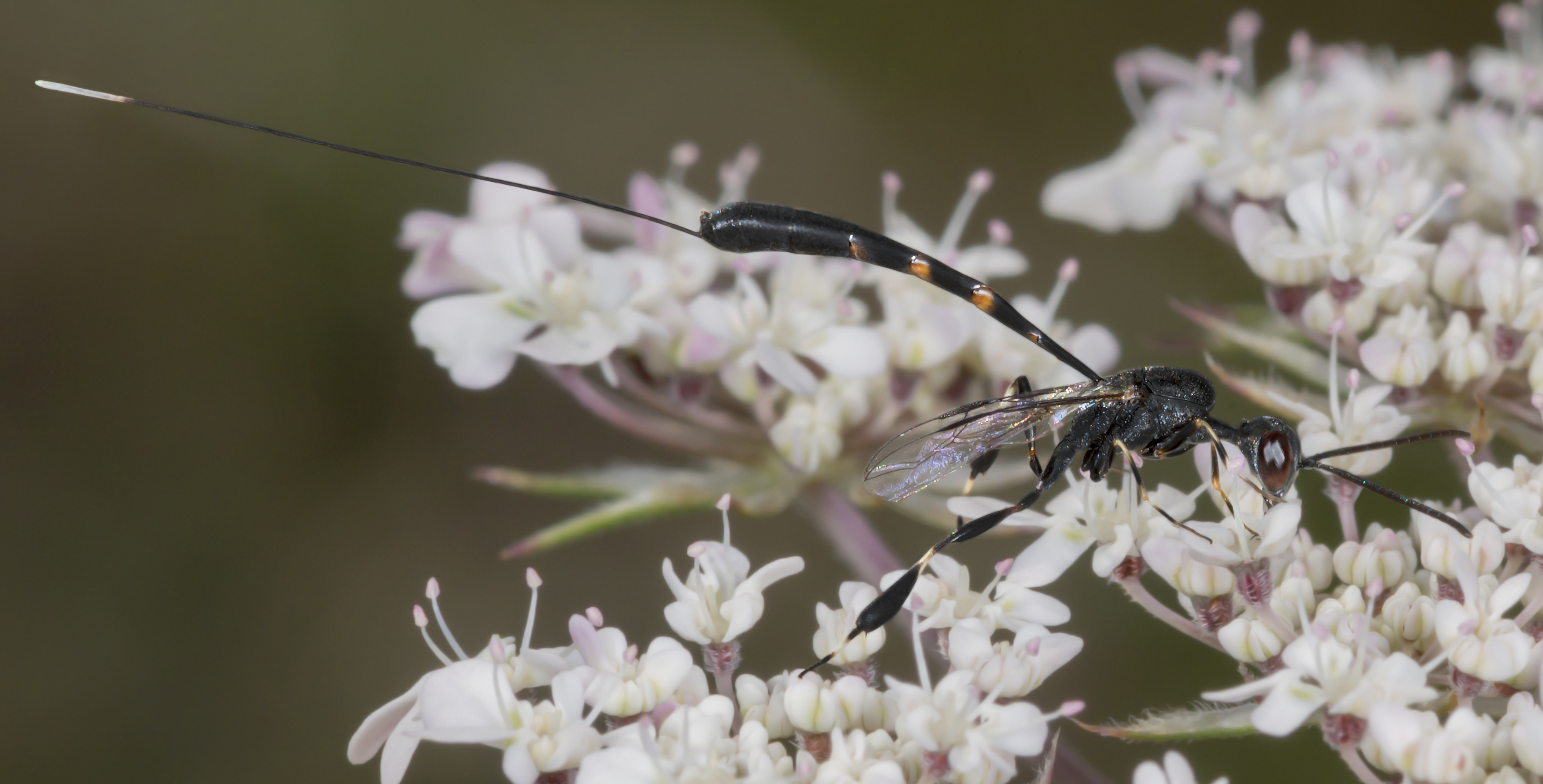
Sommige sluipwespen hebben een extreem lange legbuis, zoals hier bij de soort Gasteruption jaculator.

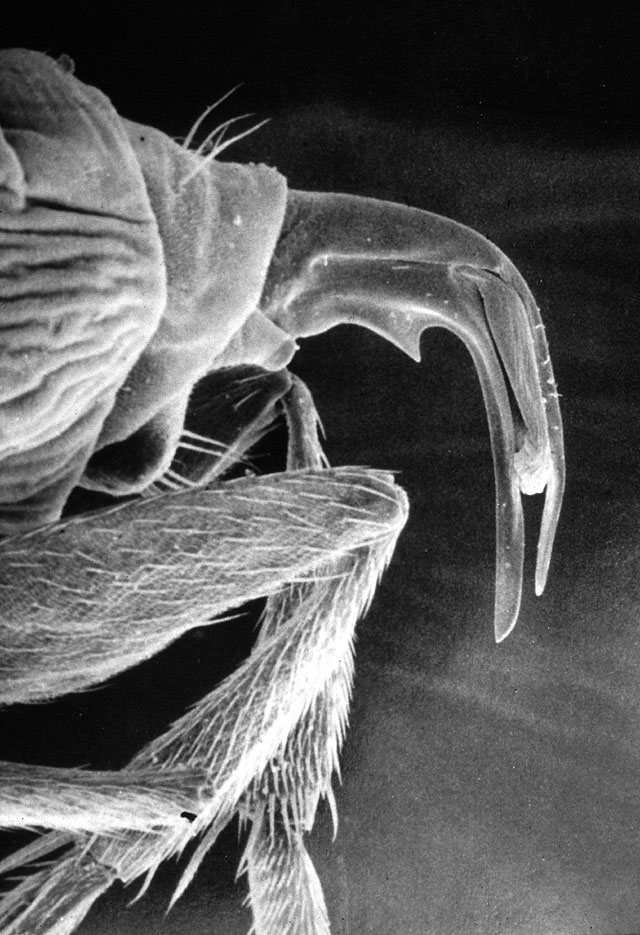
Legbuis van de vlieg Pseudacteon curvatus.

Een ovipositor, ook wel legboor of legbuis genoemd, is een eierleggend orgaan van een insect. 
Letterlijk betekent het eierplaatser, van het Latijnse ovum (ei) en ponere (plaatsen). Het is een holle buis, die bij veel soorten een beetje (langpootmug) en soms voor een groot deel (sprinkhaan) ingetrokken kan worden. Over het algemeen hebben alleen sommige vliegen en wantsen een ovipositor, en uiteraard alleen vrouwelijke exemplaren. Vaak wordt de legbuis door de leek aangezien voor angel, terwijl het eigenlijk eerder een geslachtsorgaan is. De functies voor een ovipositor zijn eigenlijk hetzelfde, de eieren moeten ergens 'diep' in gestopt worden. Toch verschilt het wat ermee gedaan wordt:
- Sprinkhanen leggen de eitjes in een plant.
- Larven van de langpootmug leven ondergronds van plantenwortels.
- Sluipwespen steken door de huid van rupsen en de larven eten deze van binnen op.
- Sommige wandelende takken leggen hun eitjes in de aarde met behulp van een legboor.

Een ovipositor moet niet verward worden met de angel; hoewel het vermoeden bestaat dat het in aanleg hetzelfde orgaan is. Immers, angels komen alleen voor bij vrouwelijke exemplaren die geen eieren leggen (bijen, hommels, wespen) omdat ze een koningin hebben, en bovendien hebben de darren geen angel. 

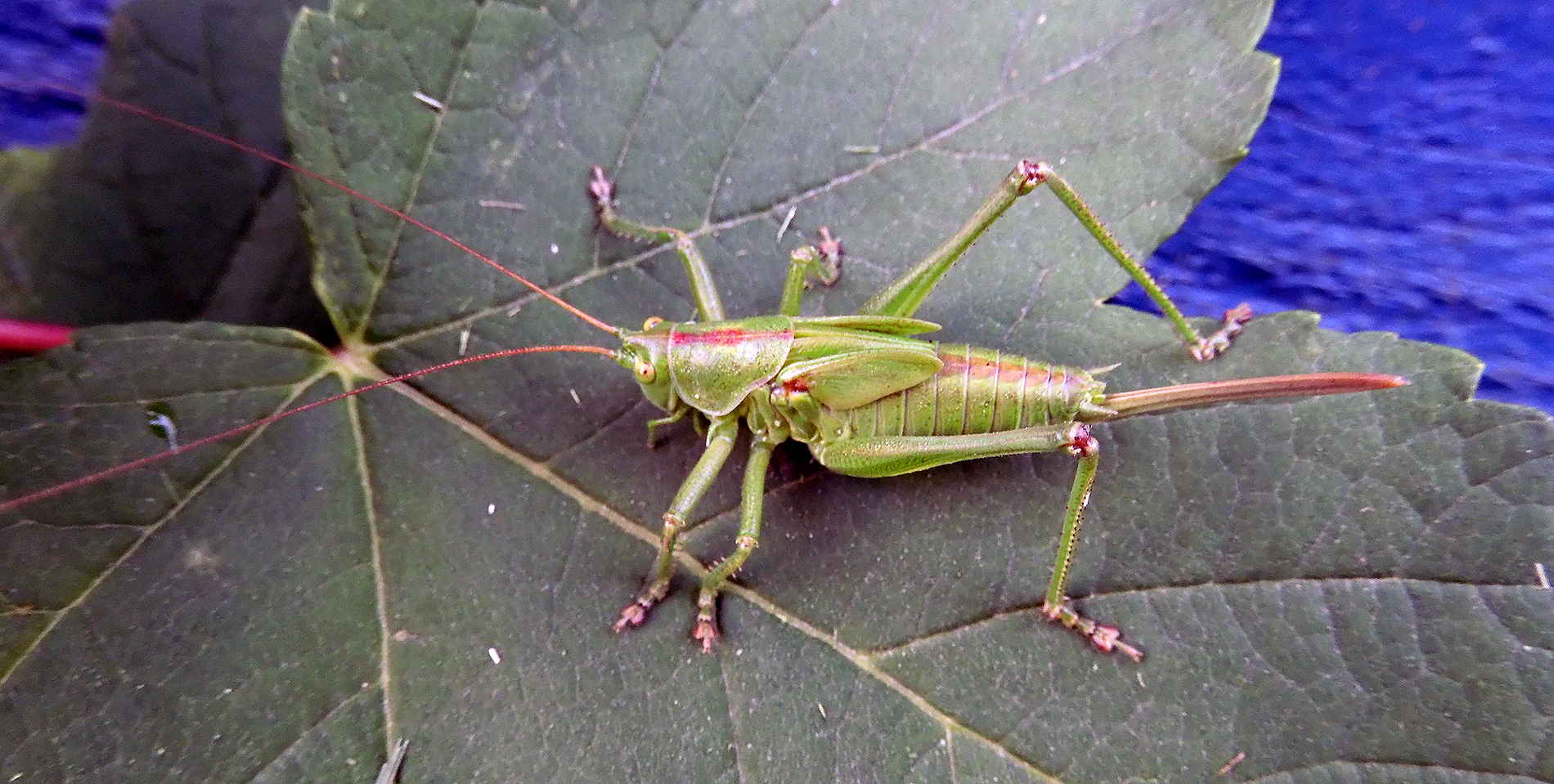
Ovipositor van een jonge nimf van (Tettigonia viridissima).